# Infestación (parapsicología)
La infestación, en parapsicología, es la aparición de distintos fenómenos extraños e inexplicables (poltergeist) en un lugar determinado sin que se deje ver en ellos una intención comunicativa interactiva. No se trata del fenómeno denominado fantasma, sino de otra cosa diferente.

## El término
El término infestación fue creado por el barón Albert von Schrenk-Notzing, un doctor en medicina nacido en 1862 en Odenburgo y pionero en parapsicología, que fundó en 1886 la Sociedad Psicológica de Múnich y documentó por primera vez un caso en Hopfgarten.

## Concepto
Según la Iglesia católica, es la posesión de un lugar por un espíritu no humano o demonio, pero no de una persona. Según la parapsicología, esos fenómenos reproducen antiguas impregnaciones de tensiones emotivas extremas generadas por los habitantes antiguos del lugar sus penas y alegrías, ilusiones y desengaños, pasiones y desesperanzas no resueltas, euforias desorbitadas y trances agónicos, que quedan grabados literalmente en el lugar y cada cierto tiempo se reproducen como un eco débil o residuo sin tener contenido verdadero, como una cinta magnetofónica o visual que se pusiera en marcha cada cierto tiempo o en unas condiciones apropiadas. Si aparece una forma humana, por ejemplo, no demuestra tener una intención comunicativa ni responde de forma interactiva a nada y repite siempre la misma conducta, y otras veces se oyen ruidos, aromas, golpes, se encienden o apagan luces y se mueven objetos o partes de objetos de forma arbitraria o absurda y desciende violentamente la temperatura, pero siempre de forma descontrolada e irracional. El fenómeno se manifiesta sólo durante un periodo de tiempo determinado y luego desaparece, y puede confluir con otros distintos.
Elemento constante en el desarrollo del hecho suele ser una persona que actúa como repetidor o refuerzo del residuo intensificándolo y haciéndolo más perceptible cuando está presente en el lugar. Dicha persona suele estar sometida a una gran tensión emotiva o estrés afectivo, o estar pasando a la pubertad o a la menopausia.